# (3253) Gradie
(3253) Gradie ist ein ungefähr sechs Kilometer großer Asteroid des inneren Hauptgürtels, der am 28. April 1982 vom US-amerikanischen Astronomen Edward L. G. Bowell am Lowell-Observatorium, Anderson Mesa Station (Anderson Mesa) in der Nähe von Flagstaff, Arizona (IAU-Code 688) entdeckt wurde.

## Benennung
(3253) Gradie wurde nach dem Planetologen Jonathan C. Gradie benannt, der am Hawaiian Institute of Geophysics der University of Hawaiʻi tätig ist. Gradies Forschung konzentriert sich auf die Physik von Asteroiden, Satelliten und Kometen, insbesondere auf ihre Lichtstreuungseigenschaften. Zu seinen weitreichenden Beiträgen zur Asteroidenforschung gehören eine detaillierte physikalische Untersuchung der Eos-Familie und der Koronis-Familie (jeweils nach (221) Eos und (158) Koronis benannt).